# كريستوفر فيرغسون
كريستوفر فيرغسون (بالإنجليزية: Christopher Ferguson)‏ (و. 1961 – م) هو ضابط، ورائد فضاء من الولايات المتحدة الأمريكية، وبولندا . ولد في فيلادلفيا، بنسيلفانيا .

## ريادة الفضاء
شارك في المهمات الفضائية:
- STS-115
- STS-135
- STS-126.

## التعليم
تعلم في جامعة دركسل

## الخدمة العسكرية
خدم في بحرية الولايات المتحدة.

## جوائز
حصل على جوائز منها:
- جائزة الشجاعة طيران
- وسام الجو
- وسام "العمل الشجاع في الحرب الوطنية العظمى 1941-1945
- وسام الاستحقاق.